# ورزشگاه آنفیلد

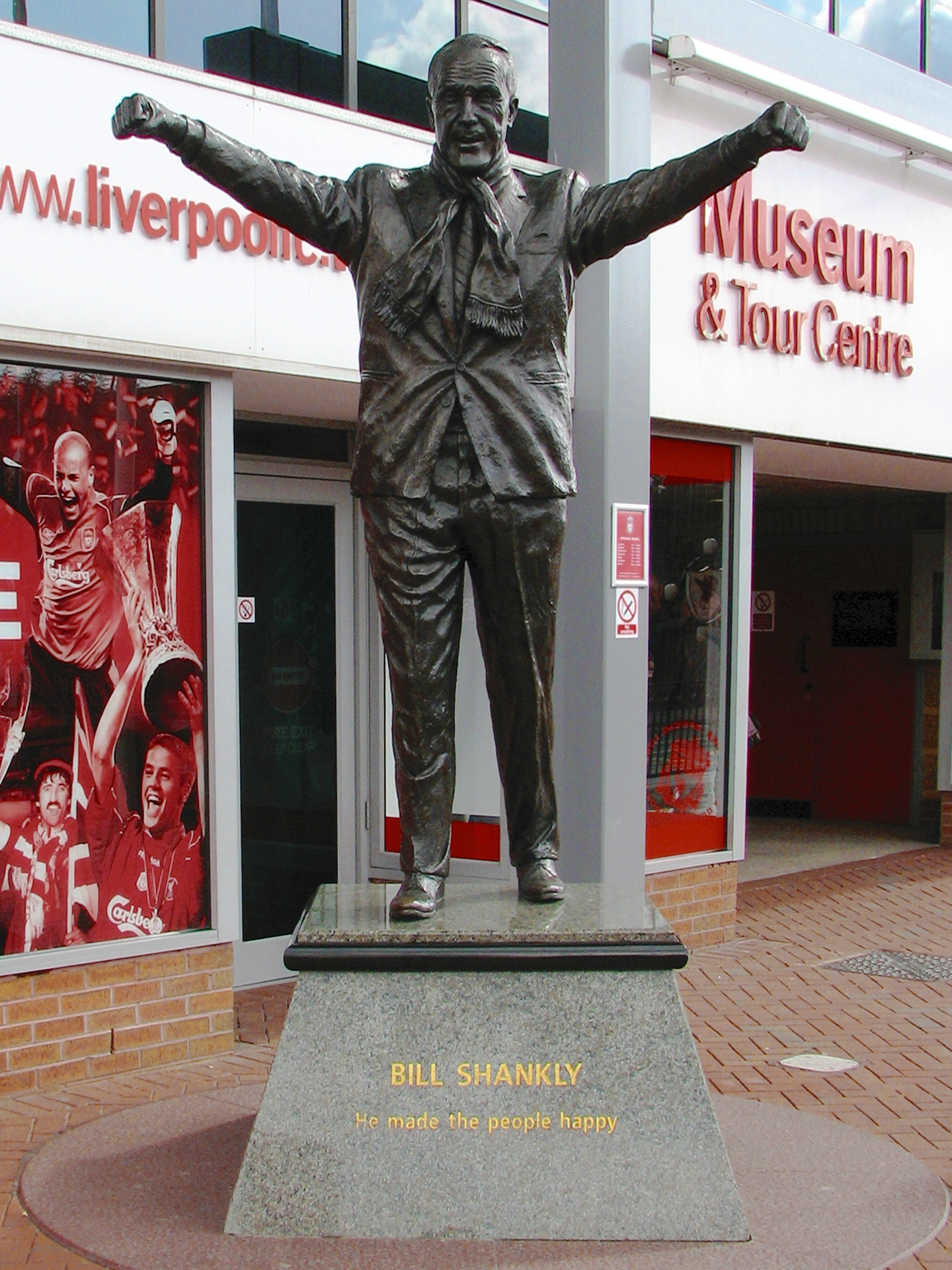
مجسمه بیل شنکلی در خارج از ورزشگاه

آنفیلد (به انگلیسی: Anfield) نام ورزشگاه خانگی باشگاه لیورپول است. این ورزشگاه در سال ۱۸۸۴ ساخته شد که در آن زمان مالک این ورزشگاه باشگاه اورتون بود که در سال ۱۸۹۲ به مالکیت باشگاه لیورپول درآمد.

## یادبودها
آنفیلد دارای دو دروازه ورودی است که این دروازه‌ها به احترام دو مربی بزرگ باشگاه، باب پیزلی و دیگری بیل شنکلی نامگذاری شده‌است. باب پیزلی موفق شد لیورپول را به سه قهرمانی در جام باشگاه‌های اروپا و ۶ قهرمانی در لیگ برتر انگلستان در دو دهه ۷۰ و ۸۰ برساند و بیل شنکلی که در دهه ۵۰ به یکباره تیم را از بحران خارج نمود و به اوج موفقیت در دهه ۶۰ رساند. به روی سر در دروازه شنکلی جمله معروف هرگز تنها نخواهی رفت آورده شده که در مدخل ورودی این دروازه، بیرون از فروشگاه باشگاه مجسمه‌ای از بیل شنکلی وجود دارد و همچنین در تونلی که بازیکنان به سوی میدان می‌روند، لوحی یادبود از بیل شنکلی است که این جملات به روی آن حک شده‌است: «این آنفیلد است یادآور جوانانی که برای ما بازی می‌کردند و نیز یادآور موقعیتی است که آن‌ها برای ما فراهم ساختند».
یکی از معروفترین قسمت‌های آنفیلد، The Boot Room به‌شمار می‌آید به این خاطر که مربیان معروفی از جمله بیل شنکلی، باب پیزلی، فاگان و کنی داگلیش در این اتاق مدت‌ها به صرف چای و بحث راجع به تیم، نقشه کشیدن برای شکست رقبا و همچنین برنامه‌ریزی برای تیم می‌پرداختند. ضمناً لوح یادبودی برای زنده نگه داشتن خاطره کشته شدگان فاجعهٔ هیلزبورو در این مکان وجود دارد که هواداران تیم و رقیب با گذاشتن گل، خاطرات آن واقعه تلخ را یادآوری می‌کنند. در فاجعه هیلزبوروو ۹۶ نفر از هواداران لیورپول به علت ازدحام بیش از حد جمعیت کشته شدند.

## جایگاه معروف کاپ
این جایگاه در جنوب غربی ورزشگاه قرار دارد و جایگاه پر شورترین هواداران در سراسر دنیاست. نام کوپ از کوه‌های Spion kop واقع در آفریقای جنوبی گرفته شده‌است که ارتش انگلستان در آنجا تلفات سنگینی را در جنگ بوئر دوم داد به همین خاطر بسیاری از تیم‌های انگلیسی جایگاهی به نام کوپ در ورزشگاه‌های خود به یاد کشته شدگان آن جنگ به وجود آوردند مانند بلکپول، شفیلد یونایتد، ولور همپتون و چند تیم دیگر که از بین آن‌ها جایگاه کوپ در ورزشگاه آنفیلد مشهورتر است. این جایگاه در سال ۱۹۰۶ ساخته شد. هواداران جایگاه کوپ حامیان اصلی باشگاه به حساب می‌آیند که نقش بسزایی در پیروزی‌های تیم به عهده دارند و نیز همواره به عنوان طرفداران باوفا ی باشگاه تلقی می‌شوند. این جایگاه در ابتدا می‌توانست در برگیرنده ۳۰۰۰۰ نفر شود اما برای امنیت تماشاگران گنجایش این جایگاه در سال ۱۹۷۵، ۲۲۰۰۰ نفر شد که در سال ۱۹۸۹ پس از رخ دادن فاجعه هیلزبورو تا حدی برای امنیت ورزشگاه، ظرفیت این جایگاه باز هم کاهش پیدا کرد. در سال ۱۹۹۴ جایگاه کوپ بازسازی شد و اکنون ظرفیت رایج آن ۱۲۴۰۹ نفر می‌باشد. هواداران کوپ شعارهای مهیجی را در هنگام بازی زمزمه می‌کنند زمانی که لیورپول به طرف آن‌ها بازی می‌کنند، هواداران با سر دادن یک شعار قدیمی و محلی (توپ را بچسبان به گل) تیم را برای گلزنی تشویق می‌کنند.

## جایگاه اصلی و زمینی برای گرم کردن بازیکنان ذخیره
این جایگاه در سال ۱۹۷۳ بازسازی شد و کمترین تغییر را تا به امروز داشته که گنجایش آن به ۱۲۲۷۷ نفر می‌رسد. در این قسمت بازیکنان ذخیره دو تیم نزدیک زمین مسابقه مستقر می‌شوند که زمینی کوچک نیز برای گرم کردن بازیکنان ذخیره وجود دارد.

## جایگاه صد سالگی
این جایگاه در سال ۱۹۶۳ ساخته شد که قبلاً به نام جایگاه جاده کملین معروف بود و گنجایش ۶۶۰۰ نفر را داشت. در دهه ۷۰ نقشه باشگاه این بود که تمام خانه‌های اطراف جاده کملیش را بخرد و با ویران کردن آن‌ها این جایگاه را گسترش دهد. در سال ۱۹۸۱ باشگاه تقریباً تمام خانه‌ها در این جاده را خرید اما نقشه گسترش جایگاه دقیقاً یک دهه به تأخیر افتاد زیرا آقای جان و خانم نورا میسون حاضر به فروش خانه خود نبودند تا اینکه سرانجام در سال ۱۹۹۰ خانه خود را ترک گفتند و کار توسعه جایگاه شروع شد که اکنون گنجایش این جایگاه به ۱۱۷۶۲ نفر رسیده‌است. در این جایگاه، مسئولان باشگاه و افراد برجسته فوتبال و نیز کارگردان تلویزیونی مستقر می‌شوند. جایگاه جدید در جشن صد سالگی باشگاه در سال ۱۹۹۲ افتتاح شد که به همین خاطر به آن جایگاه صد سالگی(Centenary) می‌گویند.

## جایگاه خیابان آنفیلد
این جایگاه در سال ۱۹۹۸ بازسازی شد که گنجایش ۹۰۷۴ نفر را دارد و شامل قسمت هواداران خارجی می‌شود که در طبقه پایین قرار می‌گیرند و تنها ۲۰۰۰ صندلی برای آن‌ها در نظر گرفته شده‌است. از این جایگاه، هواداران خانگی نیز سهم می‌برند و تعدادی از هواداران نیز در بالای قسمت مهمان جای می‌گیرند.

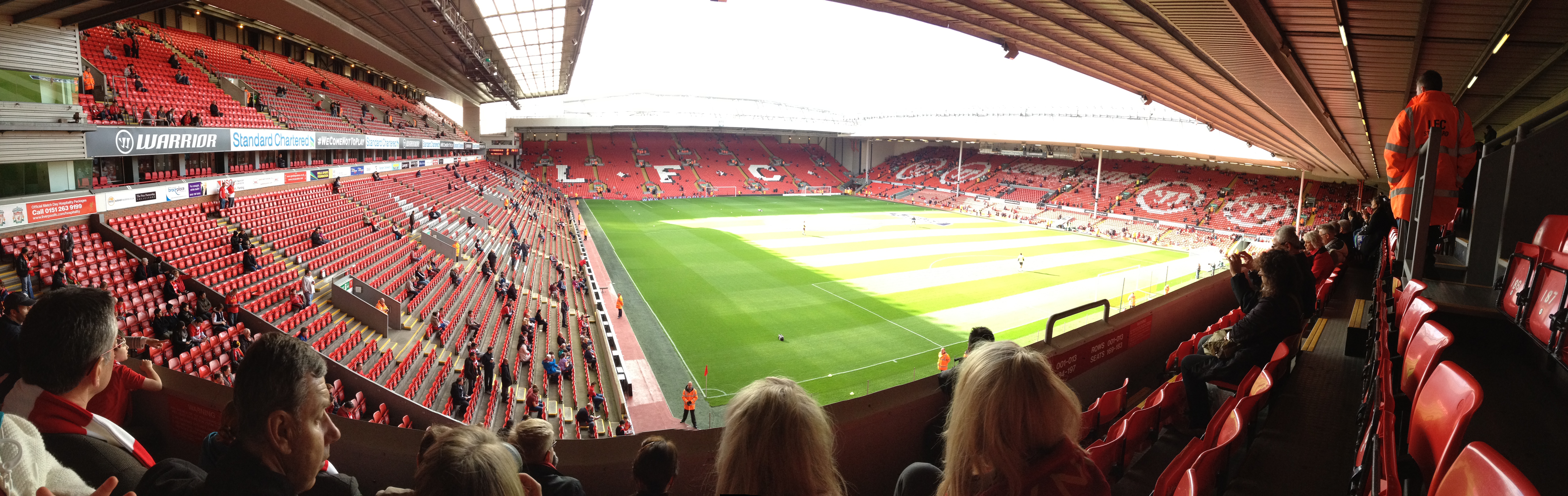
Panorama Anfield, ۲۰ فروردین 2012, Point of View: Anfield Road Stand; left: Centenary Stand, middle: Kop Stand; right: Main Stand